# Kamionki (Pojezierze Kaszubskie)
Kamionki (Małe Kamionki, kasz. Jezoro Môłé Kamionki) – jezioro rynnowe położone na Pojezierzu Kaszubskim na obszarze gminy Nowa Karczma (powiat kościerski, województwo pomorskie), o powierzchni 21,48 ha. Linia brzegowa jeziora jest prawie całkowicie porośnięta lasem sosnowym. Przy południowo-zachodniej linii brzegowej jeziora znajduje się wzniesienie o wysokości 246 m n.p.m. (65 m nad taflą jeziora). Zachodni kraniec jeziora sąsiaduje z Jeziorem Grabówko.